# Battaglia di Morval
La battaglia di Morval, che ebbe inizio il 25 settembre 1916, fu un attacco perpetuato dalle truppe inglesi contro le forze tedesche che occupavano i villaggi di Morval, Gueudecourt e Lesbœufs. Lo scontro ebbe luogo durante la battaglia della Somme. Questi villaggi erano in realtà alcuni degli obbiettivi originari dell'attacco del 15 settembre, comunemente noto come battaglia di Flers-Courcelette. La VIe armée française, poiché non era riuscita a mantenere il passo con i progressi fatti dagli Inglesi durante quel mese, attaccò nel tentativo di affiancarsi alle forze britanniche. Mentre il villaggio di Combles fu, alla fine, catturato, i Francesi non riuscirono ad eguagliare l'avanzata inglese e così rimase il problema di un saliente tedesco al limite delle armate degli Alleati.